# Museo Paleontológico de Fronteras
Museo Paleontológico de Fronteras, es un museo que exhibe piezas de la era paleolítica ubicado en la zona centro de Fronteras al noreste del estado de Sonora, a 67 km de Nacozari de García y 320 km de Hermosillo; cuenta con una exhibición de 303 piezas entre huesos fósiles y huellas de dinosaurios, así como de restos de plantas fósiles y árboles petrificados; también se pueden observar fósiles de reptiles como tortugas y cocodrilos; además exhiben fósiles de conchas, amonitas, caracoles y peces pulmonados de agua dulce, que se han encontrado desde enero de 2010 en Esqueda Sonora, Municipio de Fronteras. Adicionalmente cuenta con una Ruta Paleontológica o museo de Sitio. 

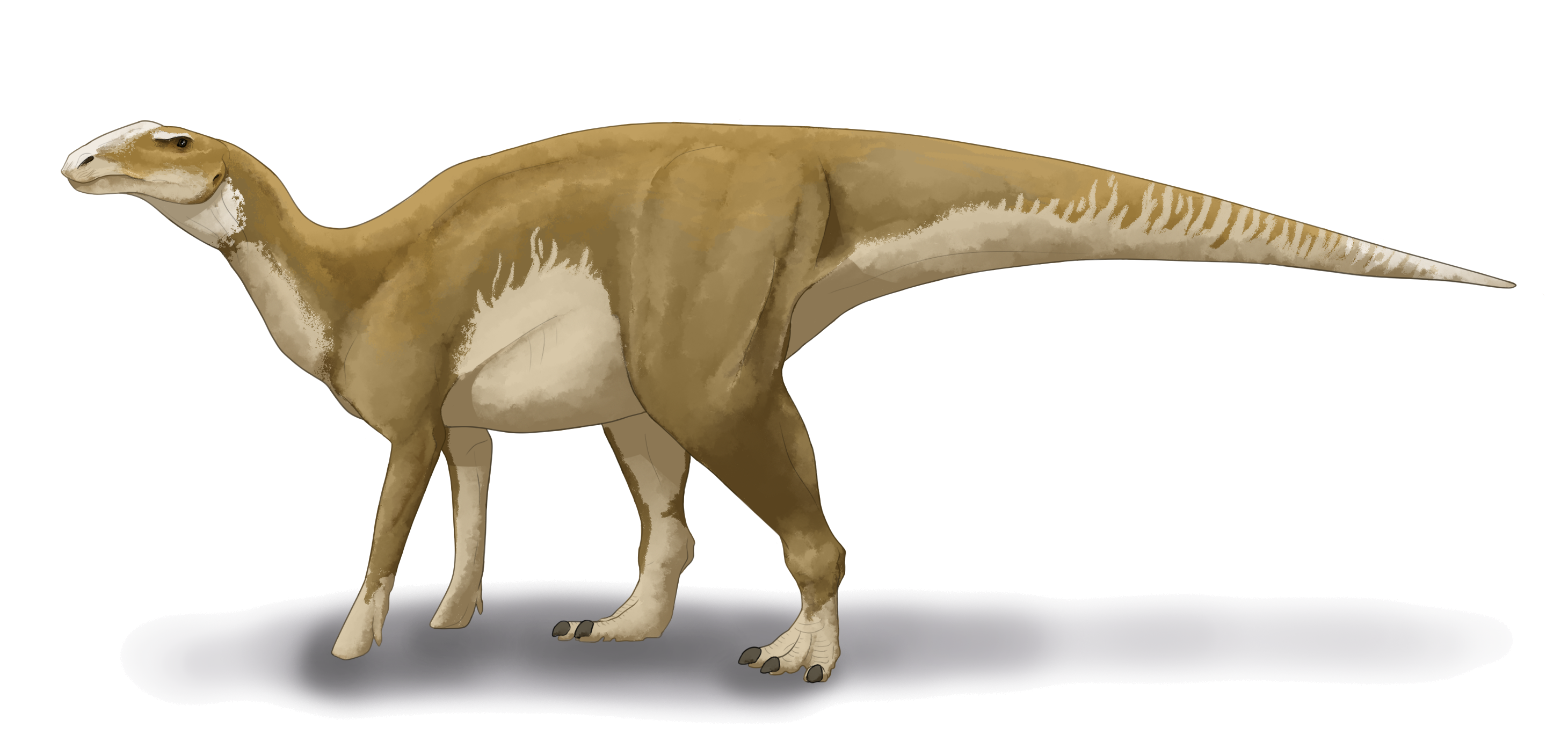
Hadrosaurio

## Las Instalaciones
El museo fue construido por las autoridades municipales en coordinación con la Asociación de Ingenieros de Minas, Metalurgistas y Geólogos de México A.C. Delegación Sonora, (AIMMGM) promovido principalmente por uno de sus miembros el Ing. Porfirio Padilla Lara, trabajando coordinados con diferentes instituciones gubernamentales tanto estatales como federales, todas ellas especialistas en diferentes ramas de la ciencia. Por lo mismo, la AIMMGM promovió el Museo de Minería Porfirio Padilla Lara, en Hermosillo Sonora. 
En el exterior presentan una escultura a escala real de un hadrosaurio; y una escultura a escala del tiranosaurio Rex, que se encuentra ubicada dentro de la Plaza Rex en la carretera de Esqueda a Agua Prieta.

## Museo de Sitio
El museo de sitio paleontológico, se encuentra en el ejido vecino a 12 km al este de Esqueda en el sitio llamado "Carro Quebrado", donde se explotaba piedra laja. Ahí está una joya paleontológica única en el mundo, porque cuenta con una ruta original de huellas de dinosaurios, plasmadas en un sendero auténtico. El hallazgo fue casual al estar explotando la piedra, encontraron primero 3 huellas, y después buscaron con cuidado otras, encontrando más de 40. Ahora muestran el producto del esfuerzo de geólogos, mineros, paleontólogos, antropólogos a los visitantes con la conservación e investigación para la formación y educación.

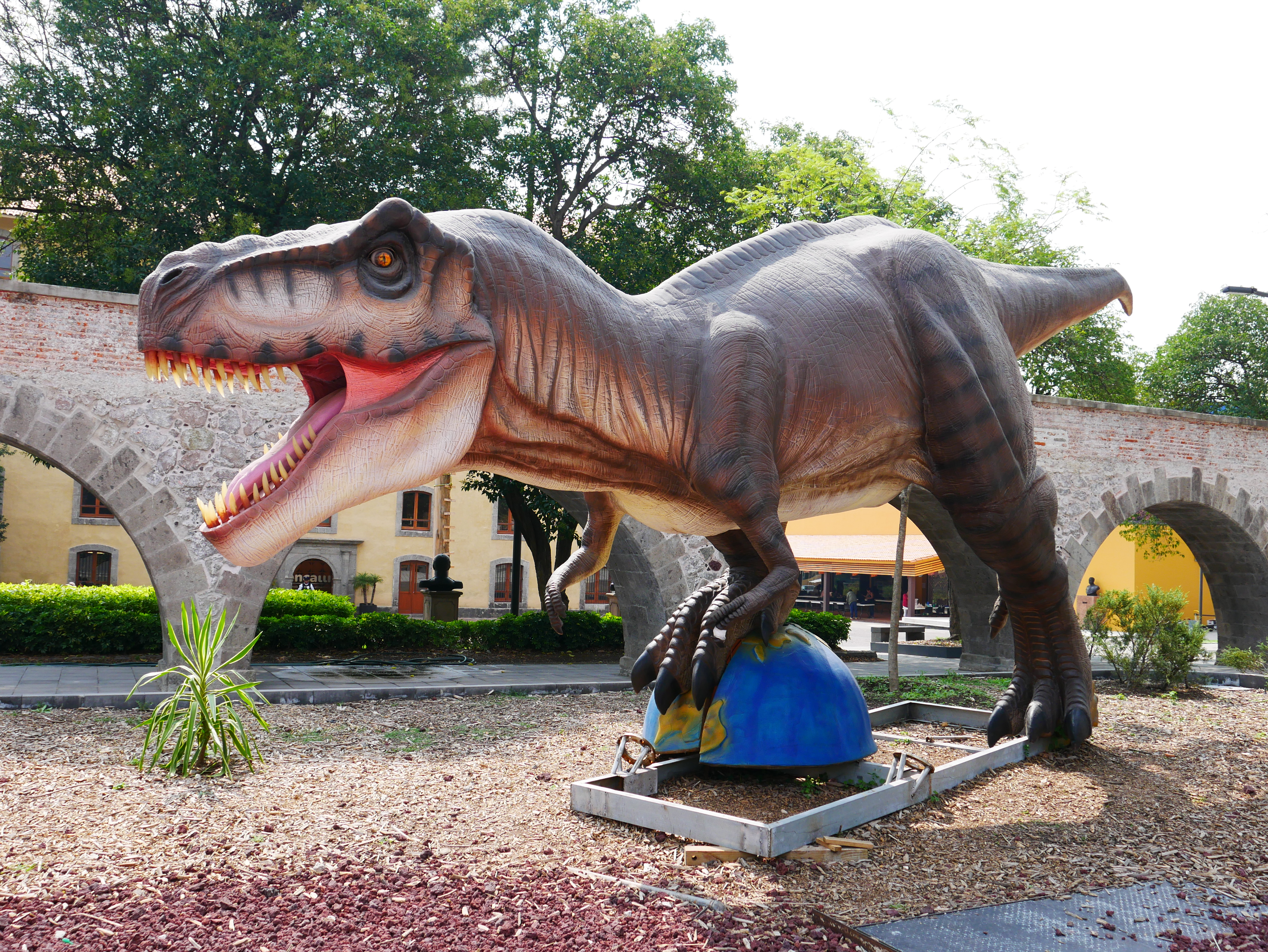
Tiranosaurio Rex

En la Ruta de los Dinosaurios se encuentran hasta 50 huellas de hadrosaurios, herbívoros conocidos como “pico de pato”, tanto adultos como de corta edad, con antigüedad entre 69 a 70 millones de años, de la era mesozoica y cretácico tardío, con hasta 18 metros de largo, y huellas de aproximadamente 50 cm de longitud entre huellas y, de terópodos, ambos de la familia de los dinosaurios; también se puede apreciar restos óseos.
El recorrido es a pie, y son aproximadamente 11 km, el cual se divide en tres senderos, mismos que cuentan con varias estaciones, donde el visitante puede observar y apreciar estructuras geológicas, esculpidos por la naturaleza, cañadas, cañones y acantilados dentro del paisaje ecológico y paleontológico. El sendero 1 cuenta con 19 huellas de dinosaurio, el sendero 2A con 4 huellas de hadrosaurio y el sendero 2B con 14 huellas completas y otras parciales. El resto están en el sendero 3.
El área de los hallazgos paleontológicos ofrece evidencia directa de dinosaurios, y también de otros elementos que proporcionan información valiosa sobre el paleoambiente y paleobotánica de la región, donde además de las huellas, se han descubierto restos óseos de dinosaurios, fósiles de peces, tortugas, hojas y madera, indicando la existencia de un antiguo lago en la región.
Se exponen imágenes y maquetas didácticas, explicativas de los dinosaurios y su medio ambiente, en una nave que resguarda 9 huellas para su conservación y exposición para sus visitantes. 